# Uddevalla Arena
La Uddevalla Arena è un impianto sportivo della città di Ljungskile, in Svezia. È anche conosciuto con i nomi di Markbygg Arena, HA Bygg Arena, Starke Arvid o Skarsjövallen.
È lo stadio della squadra di calcio svedese dello Ljungskile SK. Ha una capienza di 6 000 persone, ma nel caso può arrivare ad ospitarne anche 8 000.